# Richard Hoare
Sir Richard Hoare (1648-1718) est un orfèvre et un banquier britannique.

## Biographie
En 1672, à l'âge de 24 ans, il ouvre sa propre boutique d'orfèvrerie, à l'enseigne de « The Golden Bottle » (La bouteille d'or) où il prend rapidement l'habitude d'offrir des services de prêts en échange de dépôts en or métal. Il se spécialise dans l'activité de banque et agrandit ses locaux en s'installant sur Fleet Street à partir de 1690 et y ouvre sa maison de banque qui porte encore son nom C. Hoare & Co, l'une des premières banques commerciales de l'histoire.
Il profite en 1694 de la création de la banque d'Angleterre pour développer ses activités commerciales. Il est anobli par la reine Anne puis élu lord maire de la ville de Londres en 1712.
Son fils aîné avec sa première épouse Sarah née Tully, est Sir Richard Hoare, premier baronnet (1735-1787). Le père et le fils sont partenaires dans l'entreprise bancaire très prospère, principale source de fortune de la famille.
À sa mort, son fils Sir Richard a laissé «chacun des commis employés dans le secteur bancaire exercé en partenariat à la maison ou au magasin de Fleet Street, comme indiqué plus haut, vingt guinées pour le deuil».
La Hoare’s Bank, devenue C. Hoare & Co., est la seule survivante des banques de dépôt privées établies dans la ville de Londres aux XVIIe et XVIIIe siècles et le plus ancien établissement financier anglais indépendant encore en activité de nos jours.